# Palais de la Bourse (Marseille)

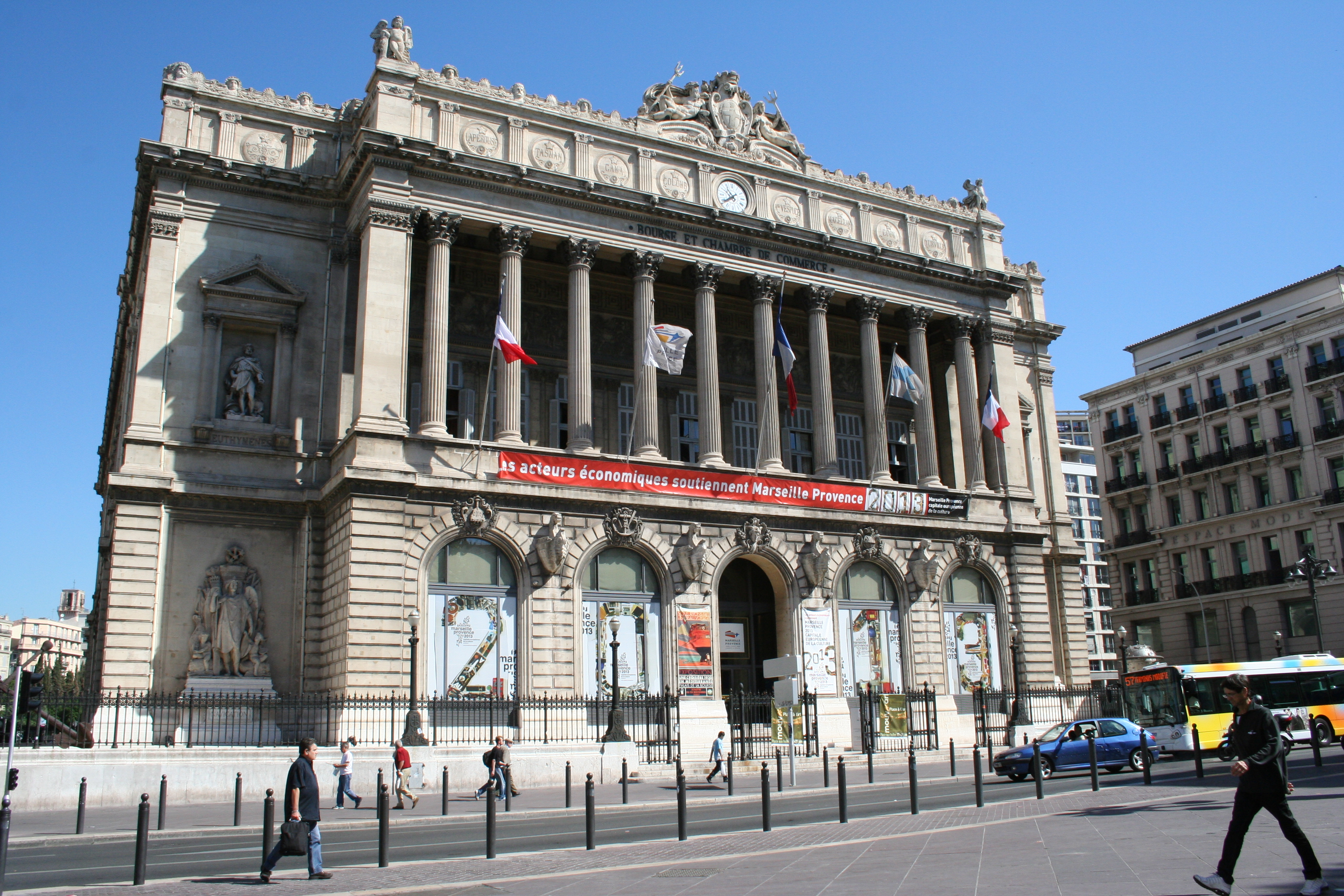
Palais de la Bourse

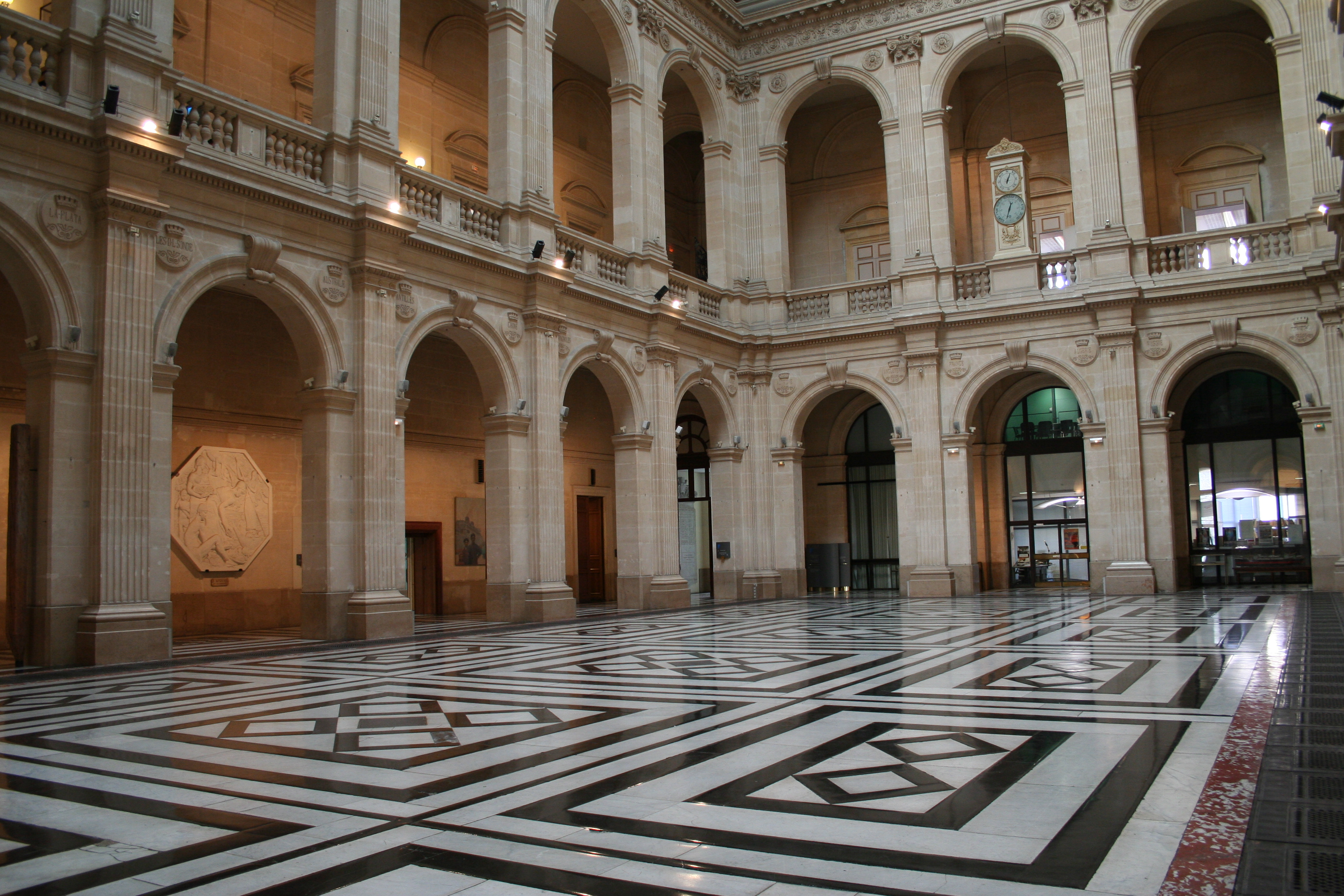
Interieur

Palais de la Bourse is een bouwwerk in de Franse stad Marseille, gelegen aan de Canebière. Het werd gebouwd in de periode 1852 - 1860 naar een ontwerp van de architect Pascal Coste. Het gebouw is in gebruik door de Kamer van Koophandel van Marseille-Provence en het Musée de la Marine.
Vlakbij ligt het winkelcentrum Bourse.